# 索博尔奇韦赖什毛尔特
索博尔奇韦赖什毛尔特（匈牙利語：Szabolcsveresmart）是匈牙利索博尔奇-索特马尔-贝拉格州所辖的一个村。总面积22.95平方公里，总人口1681，人口密度73.2人/平方公里（2011年1月1日）。